# Anne-Marie Pelchat
Anne-Marie Pelchat (ur. 30 maja 1974 w Lévis) – kanadyjska narciarka, specjalistka narciarstwa dowolnego. Jej najlepszym wynikiem na mistrzostwach świata jest 9. miejsce w jeździe po muldach podwójnych na mistrzostwach w Meiringen. Zajęła także 5. miejsce w jeździe po muldach na igrzyskach olimpijskich w Nagano. Najlepsze wyniki w Pucharze Świata osiągnęła w sezonie 1999/2000, kiedy to zajęła 28. miejsce w klasyfikacji generalnej.
W 2002 r. zakończyła karierę.

## Osiągnięcia

### Igrzyska olimpijskie
| Miejsce | Dzień     | Rok  | Miejscowość | Konkurencja      | Zwycięzca  |
| ------- | --------- | ---- | ----------- | ---------------- | ---------- |
| 5.      | 11 lutego | 1998 | Nagano      | Jazda po muldach | Tae Satoya |

### Mistrzostwa świata
| Miejsce | Dzień       | Rok  | Miejscowość | Konkurencja      | Zwycięzca      |
| ------- | ----------- | ---- | ----------- | ---------------- | -------------- |
| 14.     | 8 lutego    | 1997 | Iizuna      | Jazda po muldach | Candice Gilg   |
| 16.     | 10 marca    | 1999 | Meiringen   | Jazda po muldach | Ann Battelle   |
| 9.      | 14 marca    | 1999 | Meiringen   | Muldy podwójne   | Sandra Schmitt |
| 33.     | 19 stycznia | 2001 | Whistler    | Jazda po muldach | Kari Traa      |

### Puchar Świata

#### Miejsca w klasyfikacji generalnej
- sezon 1994/1995: 45.
- sezon 1995/1996: 43.
- sezon 1996/1997: 47.
- sezon 1997/1998: 47.
- sezon 1998/1999: 35.
- sezon 1999/2000: 28.
- sezon 2000/2001: 52.
- sezon 2001/2002: 55.

#### Miejsca na podium
1. Tignes – 6 grudnia 1997 (Muldy podwójne) – 2. miejsce
2. Châtel – 2 marca 1998 (Muldy podwójne) – 3. miejsce

- W sumie 1 drugie i 1 trzecie miejsce.